# Lepidopyrga viridimicta
Lepidopyrga viridimicta là một loài bướm đêm trong họ Noctuidae.